# Masaomi Yasuoka
Masaomi Yasuoka (安岡正臣, Yasuoka Masaomi), né le 21 juillet 1886 dans la préfecture de Kagoshima et mort le 12 avril 1948, est un lieutenant-général ayant servi dans l'armée impériale japonaise.